# Dalene Kurtis
Jennifer Walcott Stephanie Heinrich
Brande Roderick Christina Santiago
Dalene Kurtis est une playmate, désignée playmate du mois de septembre 2001 puis playmate de l'année 2002 par le magazine Playboy. 

## Biographie
Elle grandit à Bakersfield (Californie, États-Unis). Dalene commence le mannequinat en gagnant un concours organisé par la marque de vêtements de bain Venus Swimwear. Puis elle débute dans le magazine Playboy en tant que Miss September 2001 Playboy Playmate après avoir été remarquée lors d'un concours de beauté organisé par Hawaiian Tropic, une marque de lotion solaire.
Les photos parues dans Playboy sont les premières où une playmate pose avec épilation complète du pubis. Depuis lors, il est devenu banal que les playmates posent totalement épilées - le contraire est même devenu rare.
Une autre particularité de son corps est le tatouage qui y figure : un papillon est dessiné au bas de son dos, juste au-dessus de ses fesses.  
En 2003, Playboy lance une édition limitée d'une poupée à son effigie. Le visage et le corps de Dalene ont été scannés pour que la poupée soit fidèle à sa plastique. 

## Apparitions dans les numéros spéciaux dePlayboy
- Playboy's Playmates in Bed, novembre 2003 - Mizuno, pages 64-69
- Playboy's Nude Playmates, avril 2003 - pages 58-61
- Playboy's Sexy 100, février 2003
- Playboy's Book of Lingerie Vol. 89, janvier 2003
- Playboy's Playmates in Bed, décembre 2002 - pages 10-17
- Playboy's Playmate Review Vol. 18, août 2002 - couverture, pages 1-3, 62-71.